# شی‌تاون (پنسیلوانیا)
شی‌تاون (به انگلیسی: Sheatown) یک منطقهٔ مسکونی در ایالات متحده آمریکا است که در شهرستان لوزرن، پنسیلوانیا واقع شده‌است. شی‌تاون ۱٫۳ کیلومتر مربع مساحت و ۶۷۱ نفر جمعیت دارد.